# Нікольське (Сорочинський міський округ)
Ні́кольське (рос. Никольское) — село у складі Сорочинського міського округу Оренбурзької області, Росія.

## Населення
Населення — 125 осіб (2010; 163 у 2002).
Національний склад (станом на 2002 рік):
- росіяни — 74 %